# Крест Обороны Львова
Крест Обороны Львова (пол. Krzyż Obrony Lwowa) — знак отличия Польской Республики (1918—1939).

## Описание
Крест Обороны Львова являлся военным знаком отличия, которым награждались все участники боев в городе Львове с 1 по 22 ноября 1918 года.
Равнобедренный крест с выпуклыми краями. В центре размещен шит с гербом Львова, вокруг которого имеются надписи «Lwów» и даты «1.XI. 1918. 22.XI.». 
- Крест Обороны Львова с мечами. На нижнем луче лицевой стороны размещено уменьшенной изображение ордена Virtuti Militari, а на боковых лучах — скрещенные мечи.

- Крест Обороны Львова, существовала версия без мечей и изображения ордена Virtuti Militari.

Размеры ордена — 38×38 мм. Цвет — серебряный. 
Знак ордена крепился с левой стороны груди на закрутке.